# Catacombe van Pamphilus
De Catacombe van Pamphilus of Pamphilus-catacombe (Italiaans: Catacomba di San Panfilo) is een van de catacombecomplexen in de Italiaanse stad Rome. De catacombe strekt zich uit onder de straten Via Paisiello en Via Spontini, in de wijk Pinciano ten noorden van de Aureliaanse Muur.

## Toponiem
De naam van de catacombe is afgeleid van een martelaar, Pamphilus, die van Carthaagse afkomst was.

## Situering
De catacombe bevindt zich op de oude route van de Via Salaria, onder de tegenwoordige Via Paisiello en Via Spontini: de huidige toegang bevindt zich in de kerk van Santa Teresa del Bambin Gesù in Panfilo. Oude bronnen identificeren deze catacombe als de eerste op de Via Salaria vetus, komende vanaf de Porta Pinciana.
De begraafplaats is verdeeld over drie verdiepingen: een eerste en tweede verdieping die met elkaar verbonden zijn, en een tussenverdieping. De onderste verdieping, die 20 meter onder het maaiveld ligt, is de oudste en dateert uit de derde eeuw: het bestaat uit een hoofdgang, een soort hypogeale decumanus van ongeveer 60 meter lang, waarop loodrecht andere galerijen uitkomen. Tijdens de vierde eeuw werd op dit niveau een nieuwe gebied toegevoegd, bestaande uit andere galerijen: hier is de beroemde cubiculum duplex, waar de overblijfselen van de martelaar Pamphilus werden ontdekt. De tussenverdieping bestaat in wezen uit twee gangen die met elkaar zijn verbonden door een reeks galerijen. De eerste verdieping, zeer beschadigd door de constructie in de bovengronds, is gedateerd tussen 348 en 361.

## Geschiedenis
De oudste kern van de catacombe dateert uit de derde eeuw. Met het geleidelijk verlaten van de catacomben raakte deze begraafplaats volledig in de vergetelheid. Het werd herontdekt door Antonio Bosio, die op 16 mei 1594 het eerste niveau betrad. Na hem bleef de catacombe nog drie eeuwen verborgen voor corpisantari (zoekers naar relikwieën van martelaren), en dit maakte zijn perfecte staat van instandhouding mogelijk, tenminste relatief op de twee onderste verdiepingen.
De herontdekking en definitieve identificatie vond plaats dankzij de archeoloog Enrico Josi, in 1920 en in de volgende jaren.
De gegraveerde platen van de Catacombe van Pamphilus waren bekend bij geleerden, dankzij de publicaties van Enrico Josi.

## Martelaren van de catacombe
De oude liturgische en archeologische bronnen negeren zowel de catacombe als de martelaren die er begraven zijn volledig: er is dus geen spoor van een basiliek in de bovengrond die herinnert aan de cultus van een heilige of een martelaar. Alleen de itinerariums voor pelgrims, vanaf de 7e eeuw, vermelden het. En ze herinneren zich de aanwezigheid op het kerkhof van drie heiligen: Pamphilus, Candido en Quirinus, met vele andere martelaren. De "De locis sanctis martyrum quae sunt foris civitatis Romae" (itinerarium voor pelgrims) vermeldt de laatste twee martelaren, maar in de ondergrondse begraafplaats zijn geen archeologische sporen van hen gevonden. De Martyrologium Hieronymianum noemt de Afrikaanse heilige Pamphilus, op 21 september, wiens martelaarscultus aan het licht werd gebracht in de zogenaamde "dubbele kamer" op de benedenverdieping van de catacombe.

## Beschrijving
Vanuit architectonisch en iconografisch oogpunt is het meest interessante niveau zeker het onderste niveau. Hier is een schildering te zien uit de zesde eeuw dat een Madonna met kind voorstelt met een inscriptie: het werk werd zwaar beschadigd door een arbeider van het bouwbedrijf van het bovengrondse gebouw die de galerij binnenging.
Op dit niveau is er de "dubbele kamer", gebouwd om de relieken van Sint-Pamphilus te huisvesten. De eerste kamer, met een kruisgewelf, herbergt enkele nissen aan de zijkanten en enkele aarden graven. In de achterwand bevindt zich de opening die leidt naar de tweede kamer, die een tongewelf heeft. In het achterste gedeelte bevindt zich een arcosolium met daarin een tafelgraf: dat wil zeggen, het lichaam van de overledene werd niet zomaar in de nis gedeponeerd, maar werd als in een sarcofaag in de muur begraven, afgesloten door een marmeren plaat. Aan weerszijden van het graf zijn twee katheders (of stoelen) in de muur uitgehouwen. Leunend tegen het arcosolium werd in de 5e-6e eeuw een altaar toegevoegd, bekleed met marmeren platen. In het midden van het altaar liet een klein venster de relieken van de martelaar zien. In de andere muren van de kamer werd veel vroegmiddeleeuwse graffiti gevonden, waaronder die van verschillende priesters: Leo romanus, Maiulus peccator, Madalger. Maar de belangrijkste graffiti is degene die de martelaar van de kamer noemt met de woorden "scs Panfilu".
Het tussenliggende niveau wordt gekenmerkt door veel begrafenissen van kinderen: volgens een statistisch onderzoek heeft Josi vastgesteld dat er op dit niveau 83 graven van kinderen of jongeren zijn, en slechts 36 van volwassenen. Zelfs de meubels, die nog goed bewaard zijn gebleven, weerspiegelen dit kenmerk: er zijn belletjes, ivoren voorwerpen, beeldjes en poppen.
Het bovenste niveau, dat arm is aan archeologische vondsten, wordt gedateerd door twee inscripties die ter plaatse zijn gevonden en dateren uit de jaren 348 en 361.
Ten slotte is de catacombe belangrijk voor de inscripties die er zijn gevonden, die volgens de archeoloog Giuseppe Biamonte tot de "meest interessante van het epigrafische erfgoed van het ondergrondse Rome" behoren.